# CG-12滑翔機
Read-York CG-12是一款二戰時期為美國陸軍航空軍研發的運輸滑翔機，但最終該計劃被取消。

## 發展
CG-12是一款可容納30名士兵的大型運輸滑翔機。1942年9月24日美國陸軍航空軍訂購了兩架（序號 42-68304/68305）以及靜態測試機身，但該計劃在模型風洞測試後於1943年11月5日被取消。1943年7月27日交付的靜態測試品未能通過結構測試。